# Districtul Mâatkas
Mâatkas este un district din provincia Tizi Ouzou, Algeria.